# Дыбрава (Ловечская область)
Дыбрава (болг. Дъбрава) — село в Болгарии. Находится в Ловечской области, входит в общину Ловеч. Население составляет 29 человек.

## Политическая ситуация
Дыбрава подчиняется непосредственно общине и не имеет своего кмета.
Кмет (мэр) общины Ловеч — Минчо Стойков Казанджиев (Болгарская социалистическая партия (БСП)) по результатам выборов.